# Viola teshioensis
Viola teshioensis är en violväxtart som beskrevs av Kingo Miyabe och Tatew.. Viola teshioensis ingår i släktet violer, och familjen violväxter. Inga underarter finns listade i Catalogue of Life.